# Raufarhöfn
Raufarhöfn is een plaats in het noordoosten van IJsland in de regio Norðurland eystra. Het ligt aan de oostkust van het vlakke en onherbergzame schiereiland Melrakkaslétta, dat op haar beurt de westzijde van de grote fjord Þistilfjörður vormt. Raufarhöfn was voorheen weinig meer dan een boerderij, Reiðarhöfn genaamd, en kreeg in 1836 de officiële status van handelscentrum. De naam betekent zoiets als Gathaven, waarbij het gat slaat op een opening in de kust naar zee toe. Op de noordelijke klif, de Höfði, staat vlak bij het kerkje een vuurtoren. In het begin van de grote haringvangsten rondom IJsland werd de haven aanzienlijk opgeknapt en in de jaren 1950 had Raufarhöfn kortstondig de grootste haringverwerkingsindustrie van het eiland.
Raufarhöfn is, na het gehucht Sandvík op het eiland Grímsey, het noordelijkst gelegen plaatsje in IJsland en ligt op nog geen 10 kilometer van de poolcirkel. Raufarhöfn heeft bijna 170 inwoners en behoort samen met Húsavík en Kópasker tot de gemeente Norðurþing.

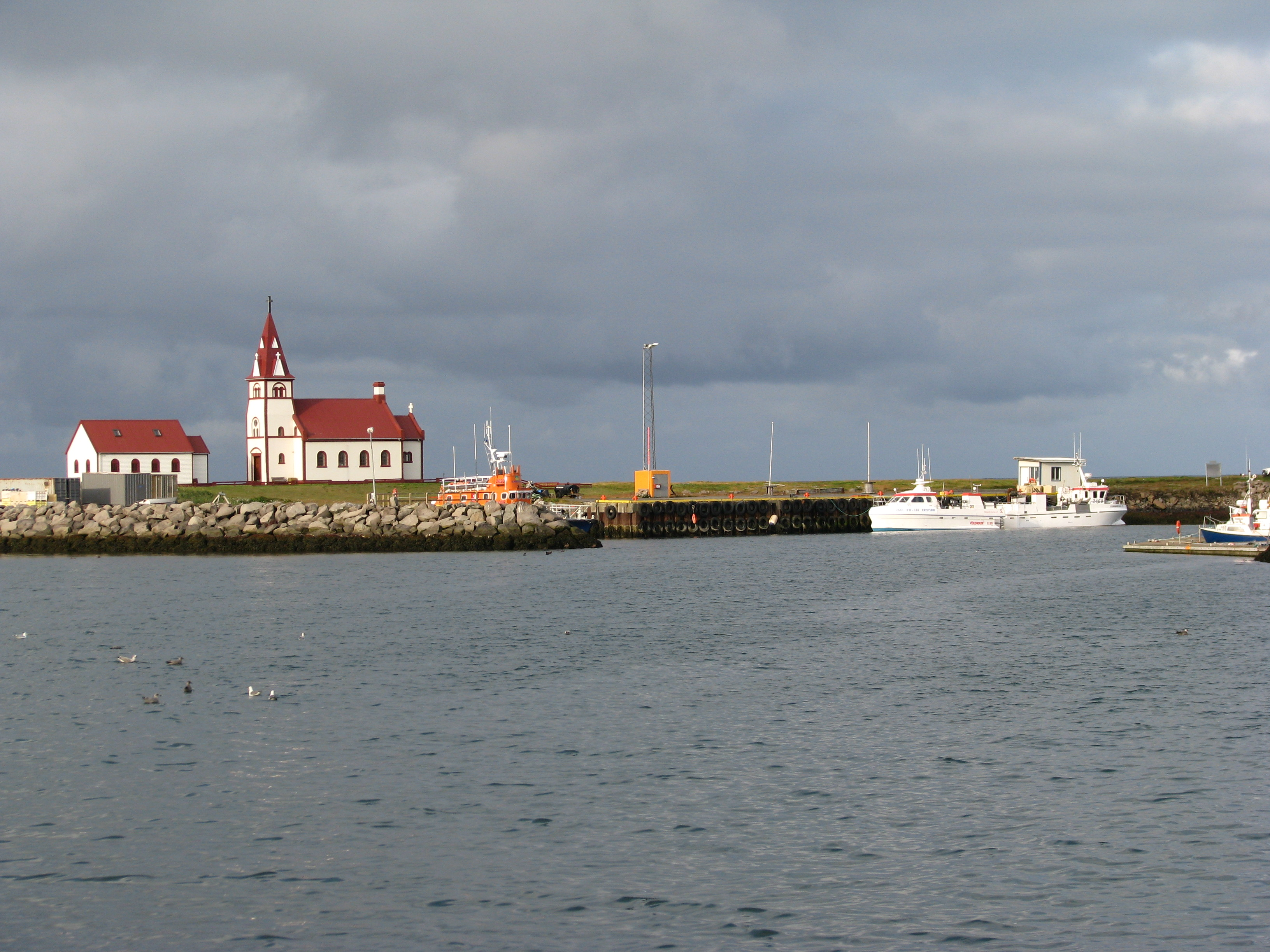
Haven en kerk van Raufarhöfn